# Micrarionta gabbii
Micrarionta gabbii är en snäckart som först beskrevs av Wesley Newcomb 1864.  Micrarionta gabbii ingår i släktet Micrarionta och familjen Helminthoglyptidae. IUCN kategoriserar arten globalt som sårbar. Inga underarter finns listade i Catalogue of Life.